# Bezpartyjny Blok Wspierania Reform
Het Partijloos Blok voor Steun aan de Hervormingen (Pools: Bezpartyjny Blok Wspierania Reform, BBWR) was een Poolse politieke vereniging en de facto partij, die in de jaren 1993-1997 heeft bestaan. 
De groepering werd tijdens een persconferentie op 1 juni 1993 door president Lech Wałęsa aangekondigd als een "presidentiële formatie", die een vergelijkbare rol moest gaan vervullen als het vooroorlogse Partijloos Blok voor Steun aan de Regering van Józef Piłsudski, dat dezelfde afkorting gebruikte. De BBWR werd op 30 november van datzelfde jaar geregistreerd en de cardioloog Zbigniew Religa werd voorzitter. Wałęsa verwachtte dat zijn partij minstens 25% van de stemmen zou gaan behalen. Bij de parlementsverkiezingen van 19 september 1993 kreeg de BBWR echter slechts 5,41% van de stemmen, goed voor 16 van de 460 zetels in de Sejm en 2 van de 100 zetels in de Senaat. Wałęsa zelf nam hierop steeds meer afstand van de BBWR. Religa zelf verliet de organisatie in november 1994 om een eigen partij op te richten, de Republikeinen.
Na Wałęsa's nederlaag in de presidentsverkiezingen van 1995 viel de BBWR snel uit elkaar en tegen het einde van de zittingstermijn van de Sejm was de BBWR-fractie in vijf groepen gesplitst. De BBWR nam in 1997 onder de naam Blok voor Polen (Blok dla Polski) nog deel van de parlementsverkiezingen, ondanks een verzoek van Wałęsa om hiervan af te zien, maar behaalde slechts 1,36% van de stemmen, niet genoeg voor een zetel. Het Blok voor Polen vormde zich hierop om tot een politieke partij, maar heeft nooit een rol van betekenis gespeeld en werd uiteindelijk in 2003 opgeheven.